# Avy
Avy ist eine westfranzösische Gemeinde mit 491 Einwohnern (Stand 1. Januar 2022) im Département Charente-Maritime in der Region Nouvelle-Aquitaine.

## Lage
Avy liegt ca. 35 Meter ü. d. M. in einer Entfernung von etwa 25 Kilometer (Fahrtstrecke) südöstlich von Saintes in der Kulturlandschaft der Saintonge. Die Hauptstadt des Kantons, Pons, liegt etwa sechs Kilometer nordwestlich. Weitere Orte mit eindrucksvollen romanischen Kirchen liegen nur wenige Kilometer entfernt: Pérignac, Bougneau, Échebrune, Chadenac, Biron, Marignac u. a.

## Bevölkerungsentwicklung
| Jahr      | 1968 | 1975 | 1982 | 1990 | 1999 | 2007 | 2016 | 2019 |
| Einwohner | 361  | 400  | 389  | 357  | 480  | 475  | 477  | 471  |

Seit der ersten Volkszählung in Frankreich im Jahr 1793 ist die Bevölkerung des Ortes weitgehend stabil geblieben.

## Wirtschaft
Die Landwirtschaft (Getreide und Wein) spielt immer noch die größte Rolle im Wirtschaftsleben der kleinen Gemeinde, die zum Weinbaugebiet der Fins Bois in der Region Cognac gehört. In den 1970er und 1980er Jahren ist die Vermietung von Ferienhäusern (gîtes) als Einnahmequelle des Ortes hinzugekommen.

## Geschichte
Über die Geschichte von Avy sind keine speziellen Informationen publiziert. Die Geschichte des Ortes dürfte jedoch eng mit der von Saintes bzw. Pons verknüpft sein.

## Sehenswürdigkeiten

### Sonstige
Andere Sehenswürdigkeiten von kulturellem oder historischem Interesse existieren in Avy nicht. Die nahegelegenen Weinfelder laden jedoch zu kurzen Spaziergängen oder längeren Wanderungen ein.